# 토마시 로시츠키
토마시 로시츠키(체코어: Tomáš Rosický, 1980년 10월 4일, 체코슬로바키아 프라하 ~ )는 체코의 전 축구 선수이며, 포지션은 미드필더다. 아르센 벵거 감독은 그를 좋은 시야와 퍼스트 터치를 가진 선수라고 평했다.
그는 유스 시절부터 "축구계의 모차르트" 라고 불린 유능한 축구 선수로, 18세에 체코의 명문 스파르타 프라하의 주전 자리를 차지하였다. 두 번의 체코 감브리누스 리가 우승과 챔피언스리그에서의 활약을 통해 인테르나치오날레, 라치오, 바이에른 뮌헨, 아스널 등의 빅 클럽들로부터 오퍼가 오는 가운데, 2000-01 시즌 도중에 당시 분데스리가 사상 최고 금액인 2500만 마르크의 이적료로 보루시아 도르트문트로 이적하였다. 2001-02 시즌에는 팀의 중심 선수로서 팀의 우승과 마이스터샬레의 획득에 공헌하였다. 팀의 재정난으로 인해 항상 이적 얘기가 끊이지 않았지만, 2006-07 시즌을 앞두고 아스널로 이적하였다. 체코 축구 국가대표팀에선 파벨 네드베트의 대표 은퇴로 인해 사상 최연소 주장으로 지명되었다
대표팀에선 2000년 2월 23일 아일랜드와의 경기에서 A 대표팀 데뷔전을 치렀고, 같은 해에 개최된 유로 2000에도 출장하였다. 유로 2004에선 등번호 10번을 짊어지고 준결승까지 진출한 체코 대표팀이 치른 5경기 중 4경기에 출장하였다. 2006년 FIFA 월드컵에서는 3경기에 출장해 조별 리그 통과에는 실패했지만, 미국과의 첫 경기에서 2골을 성공시키면서 경기 최우수 선수에 선정됐었다. 유로 2008에서도 팀의 중심으로서 활약이 기대됐지만, 시즌 중에 입은 무릎의 상처가 완치되지 않아 선수 명단에서 제외되었다.

## 클럽 경력

### 도르트문트
2001년, 토마시 로시츠키는 스파르타 프라하에서 보루시아 도르트문트로 분데스리가 최고 이적료를 경신하며 1450만 유로에 이적하였다. 로시츠키의 위상은 도르트문트에서 선수생활 하며 더욱 높아졌으나 도르트문트에서의 경력 막바지에는 클럽이 막대한 경영적 어려움을 겪으면서 팀에서의 그의 중요성을 알지만 팔지 않을 수 없는 상황에 놓였다. 이러한 상황속에서 그는 레알 마드리드, 아틀레티코 마드리드, 토트넘 홋스퍼, 첼시, 아스널과 같은 클럽들과 계속 연결되었다. 로시츠키는 2005-06 시즌을 마치고 클럽을 떠나는 것을 도르트문트가 허가해주기를 바랐고, 스티븐 피나르가 로시츠키의 대체자로 영입되며 아스널로 이적이 성사되었다.
로시츠키는 도르트문트에서 활동할 당시 그의 피치에서의 플레이가 오케스트라를 지휘하는 듯하다고 하여 "그라운드 위의 모짜르트"라는 별명을 얻었다.

### 아스날

#### 2006–07 시즌
2006년 5월 23일, 아스널은 그들이 로시츠키와 장기계약을 체결했다는 것을 공식적으로 발표하였다. 로시츠키는 로베르 피레스에 이어 7번의 등번호를 배정받았다.
그는 2006년 8월 9일, 디나모 자그레브와의 챔피언스 리그 원정경기로 데뷔전을 치렀고, 2006년 9월 13일, 2-1로 승리한 함부르크 SV와의 챔피언스 리그 원정경기에서 두 번째 골을 성공시키며 아스널에서의 데뷔골을 넣었다. 또 그는 2007년 2월 11일에 열린 위건과의 경기에서 결승골을 넣어 팀의 2-1승리를 견인하며 그의 첫 번째 프리미어리그 골을 기록하였다.
2006-07 시즌 동안 총 37경기를 출전하여 6골 4도움을 기록하는 등 준수한 활약을 하며 시즌을 마쳤다.

#### 2007–08 시즌
2007년 8월 29일, 그의 고향팀인 스파르타 프라하와의 챔피언스리그 그룹예선 경기에서 골을 넣었고, 9월 2일에는 3-1로 이긴 포츠머스와의 경기에서 이번 시즌 프리미어리그 첫 골을 기록하였다. 이어서 그는 10월 2일의 볼튼과의 경기에서 시오 월콧과 합작하여 골을 만들어 냈고, 위건, 미들즈브러, 에버튼, 풀럼전에서도 득점을 기록하며 팀의 상승세에 기여하였다.
그러나 1월에 뉴캐슬과의 FA컵 경기에서 부상을 입은 이후로 시즌아웃을 당했다.

#### 2009–10 시즌
햄스트링 부상으로 2008-09 시즌에 한 경기도 출전하지 못했지만, 마침내 2009년 5월, 18개월만에 정식 훈련에 복귀하며 그의 복귀를 시사하였다. 그는 프리시즌 경기를 소화하며 복귀를 기다리던 중, 8월 초에 다시금 경미한 부상을 입었고, 그의 정식 복귀는 6주가 더 미루어졌다. 2009년 9월 12일, 맨체스터 시티에 4-2로 패한 경기에 교체 선수로 출전하여 첫 번째 골을 돕고, 두 번째 골을 넣으며 복귀하였다. 2010년 1월 4일 팀과 2년 반 계약기간의 새 계약을 맺으며 " 이 팀에 온 지 4년이 됐는데 정말 집처럼 편안합니다. 저는 이 팀에서 팀원들과 함께 무언가를 이뤄낼 수 있을 것이라고 믿습니다"라 밝혔다. 아르센 벵거는 새 계약을 맺으면서 "저는 지금까지 로시츠키의 클래스와 헌신에 대해 여러차례 칭찬했습니다만 경기장 위에서 뿐만이 아니라 밖에서도 매우 좋은 모습을 보여줍니다. 그래서 저는 이 새로운 계약에 대해 정말 기쁩니다"라고 밝혔다. 에버튼 FC와의 홈 경기에서 93분 결정적인 동점골을 기록했으며 볼턴 원더러스와의 경기에서 시즌 3번째 골을 기록했다. 1:0으로 승리한 2010년 2월 10일 리버풀FC와의 홈경기에서는 결승골이 된 아부 디아비의 골에 크로스로 어시스트를 기록했다. 챔피언스리그 FC 포르투를 상대로 한 경기에서 역시 어시스트를 기록했다. 이 경기 코너킥을 헤딩해 솔 캠벨에 전달해 도움을 기록했다. 결국 아스날은 총합 6:2 승리로 진출했다.

#### 2010-11 시즌
시즌 개막전인 8월 15일 프리미어 리그 리버풀 원정경기에서 교체출전한다. 이 날 경기에서 로랑 코시엘니의 퇴장으로 열세에 몰렸던 아스날은 로시츠키의 활약과 레이나의 실수가 겹쳐 1-1 무승부를 거뒀다. 89분, 마루안 샤막에게 크로스를 연결해 이 튕긴 공을 레이나 골키퍼가 제대로 잡지 못하고 그대로 골대에 넣어버렸다. 8월 21일에는 2010년 4월 블랙풀 전 이후 처음으로 선발출전하며 6-0 승리에 공헌한다. 8월 28일에는 블랙번과의 원정경기에서 68분 세스크 파브레가스 대신 교체투입된다. 11월 10일 울버햄튼 원정경기에서 90분 풀타임 출전하며 팀의 2-0 승리를 이끈다. 2011년 2월 20일 레이튼 오리엔트와의 FA컵 경기에서 53분 헤딩으로 시즌 첫 골을 터트린다. 이 골은 13개월만에 아스날에서 넣은 골이였다. 2월 27일 웸블리 스타디움에서 펼쳐진 버밍엄 시티와의 칼링컵 결승에 부상이였던 세스크 파브레가스 대신 풀타임을 소화하나 팀은 2-1로 패한다. 이 경기에서 주장 완장을 차고있던 로빈 판 페르시가 부상으로 니클라스 벤트너와 교체되어 나가자 주장 완장을 맡기도 했다. 3월 12일 패배한 FA컵 4강전 라이벌 맨체스터 유나이티드와의 올드 트래퍼드 원정 경기에서 72분에 안드레이 아르샤빈과 교체투입된다. 이 경기를 마지막으로 사소한 부상에 시달리며 더 이상의 경기 출전은 없었다. 이 시즌 동안 로시츠키는 총 34번 출전하였으며 1골을 넣어 아스날이 4위로 시즌을 끝마치는 데에 공헌했다.

#### 2011-12 시즌
2011년 10월 16일 선덜랜드 AFC와의 리그 경기에서 선발출전하며 경기 시작 28초만에 터진 로빈 판 페르시의 첫 골을 만들어 냈다. 2:1로 경기가 마무리되었는데 이 경기에서 좋은 모습을 보이며 찬사를 받았다. 2012년 2월 좋은 모습을 보이며 부상에 시달리기 이전 폼을 다시 연상시켰다. 2월 26일 토트넘 핫스퍼전에서 50분 골을 터트렸다. 이는 아스널 FC에서 2년 만에 터진 리그골이였으며 아스날의 5:2 역전승을 이끌어내는 결정적인 골이였다. 경기가 끝난 후 아스널 FC 공식 홈페이지에서 팬들이 선정한 오늘의 선수에 뽑혔다. AC 밀란 원정에서 당한 4:0 참담한 패배에서 왼쪽 미드필더로 뛰었으나 팀의 패배를 막지 못했다. 안필드에서 열린 리버풀 FC와의 경기에서도 팀의 두 번째 골을 터트리며 2:1 승리에 한 몫을 했다. 홈에서 다시 만난 AC 밀란전에서 공격형 미드필더로 출전해 3:0 승리를 만드며 대활약해 UEFA 선정 MVP를 받았다. 몇몇 사람들은 아스널 FC의 반격이 로시츠키의 긍정적인 경기력에서 비롯된다고 말했다. 아르센 벵거 감독이 경기 이후 말하기를 "오늘 밤 로시츠키는 다시 놀라운 활약을 펼쳤다. 요즘의 게임에서 그는 가장 영향있는 선수였으며 기대를 저버리지 않았다. 따라서 나는 로시츠키에게 그 기대를 충족시킬 기회를 더 줄 것이다." 라고 밝혔다. 3월 12일 뉴캐슬 유나이티드에게 2:1로 승리한 경기에서 결정적인 역할을 하기 전 새로운 계약을 맺었다. 로시츠키의 귀환은 아스널 FC 팬들도 알아주어서 공식 홈페이지에서 투표로 선정한 올해의 선수 3위에 선정되었다.

#### 2012-13 시즌
유로 2012에서의 부상 이후 2012년 12월 1일 스완지 시티 AFC에 2:0으로 패배한 경기에서 79분 잭 윌셔와 교체투입되며 복귀전을 치른다. 3일 뒤에 챔피언스리그 올림피아코스, 그리스 원정경기에서 첫 경기를 치렀다. 경기는 2:1 패배로 끝나 샬케 04에 이어 2위로 16강에 진출했다. 리그컵 4부리그 팀인 브래드포드 시티에 1:1로 승부차기 끝에 패배한 경기에서도 출전했다. 이 경기에서 승리해 올라간 브렌트퍼드 FC는 2013년 1월 현재 결승전까지 진출했다.
그는 잉글랜드 프리미어리그에서 막판에 엄청난 활약을 펼치며 팀의 챔피언스리그 진출에 크게 기여했다. 특히 그는 잉글랜드 프리미어리그 33R 웨스트 브로미치 앨비언과의 경기에서 2골을 터트리며 건재함을 과시했다.

#### 2013-14 시즌
자주 부상을 당해 시즌 초에 활약을 하지 못하던 다른 시즌에 비해 2013-14 시즌에는 첫 경기부터 출장을 하였다. 또한 잉글랜드 프리미어리그 3R 토튼햄 홋스퍼와의 북런던 더비에 선발출장을 하며 활약을 하였다.

## 국가대표 경력
2000년 21세의 나이로 아일랜드를 상대로 성인 국가대표팀 데뷔전을 가졌다. UEFA 유로 2000, UEFA 유로 2004, 2006년 FIFA 월드컵에서 모두 활약했다. 2006년 FIFA 월드컵 예선 조별 리그에서 몇 골을 넣었으며 밀란 바로스나 얀 콜러에게 좋은 패스를 찔러 주며 도움을 기록해 좋은 활약을 펼쳤다. 노르웨이와의 플레이오프에서도 결승골을 기록하며 월드컵 본선 진출에 크게 기여했다. 2006 독일 월드컵에 들어가서는 팀 첫 경기인 2006년 6월 12일 미국전에서 2골을 넣으며 팀의 3:0 승리에 기여했다. 이 경기에서 32M 밖에서 넣은 중거리 골은 이 대회 최고의 골 중 하나로 선정되었다. 그러나 체코 축구 국가대표팀은 2명의 주전 공격수 얀 콜러와 밀란 바로스가 모두 부상을 당해 이를 극복해 내지 못하고 결국 조별 리그 탈락의 쓴잔을 마셨다. 2006-07 시즌이 시작하기 전, UEFA 유로 2008 예선전을 준비하며 은퇴한 파벨 네드베드의 뒤를 이어 체코 축구 국가대표팀 주장에 선정됐다. 그러나 UEFA 유로 2008에서는 부상으로 인해 뛰지 못했으며 2009년 9월 9일 월드컵 예선, 산 마리노전에서야 국가대표팀에 복귀했다. 2011년 2월 9일, 크로아티아와의 친선경기에서 선발 출전해 골을 넣으나 팀의 4:2 패배는 막지 못했다. 8월 10일 노르웨이 오슬로에서 열린 경기에서 68분 간 선발 출전해 팀은 3:0 승리를 거두었다. UEFA 유로 2012 체코 대표팀에서도 주장을 맡아 출전했으나, 그리스에 2:1로 승리한 경기 이후 아킬레스 건 부상으로 8강전 포르투갈에게 당한 1:0 패배를 벤치에서 바라볼 수 밖에 없었다.

## 클럽 경력 통계
| 클럽            | 시즌    | 리그 | 리그 | 리그 | 컵   | 컵   | 컵   | 유럽 | 유럽 | 유럽 | 총합 | 총합 | 총합 |
| 클럽            | 시즌    | 출장 | 득점 | 도움 | 출장 | 득점 | 도움 | 출장 | 득점 | 도움 | 출장 | 득점 | 도움 |
| --------------- | ------- | ---- | ---- | ---- | ---- | ---- | ---- | ---- | ---- | ---- | ---- | ---- | ---- |
| 스파르타 프라하 | 1998–99 | 3    | 0    | -    | 2    | 0    | -    | 0    | 0    | -    | 5    | 0    | -    |
| 스파르타 프라하 | 1999-00 | 24   | 5    | -    | 2    | 1    | -    | 12   | 2    | -    | 38   | 8    | -    |
| 스파르타 프라하 | 2000-01 | 14   | 3    | -    | 2    | 0    | -    | 8    | 1    | -    | 24   | 4    | -    |
| 스파르타 프라하 | 합계    | 41   | 8    | -    | 6    | 1    | -    | 20   | 3    | -    | 67   | 12   | -    |
| BVB 도르트문트  | 2000–01 | 15   | 0    | -    | 1    | 0    | -    | 0    | 0    | -    | 16   | 0    | -    |
| BVB 도르트문트  | 2001–02 | 30   | 5    | -    | 2    | 0    | -    | 15   | 1    | -    | 47   | 6    | -    |
| BVB 도르트문트  | 2002–03 | 30   | 3    | -    | 2    | 0    | -    | 7    | 3    | -    | 39   | 6    | -    |
| BVB 도르트문트  | 2003–04 | 19   | 2    | -    | 4    | 2    | -    | 4    | 0    | -    | 27   | 4    | -    |
| BVB 도르트문트  | 2004–05 | 27   | 4    | -    | 2    | 0    | -    | 0    | 0    | -    | 29   | 4    | -    |
| BVB 도르트문트  | 2005–06 | 28   | 5    | -    | 0    | 0    | -    | 0    | 0    | -    | 28   | 5    | -    |
| BVB 도르트문트  | 합계    | 149  | 19   | -    | 11   | 2    | -    | 26   | 4    | -    | 186  | 25   | -    |
| 아스널 FC       | 2006–07 | 26   | 3    | 3    | 5    | 2    | 1    | 6    | 1    | 0    | 37   | 6    | 4    |
| 아스널 FC       | 2007–08 | 18   | 6    | 2    | 1    | 0    | 0    | 5    | 1    | 0    | 24   | 7    | 2    |
| 아스널 FC       | 2008–09 | 0    | 0    | 0    | 0    | 0    | 0    | 0    | 0    | 0    | 0    | 0    | 0    |
| 아스널 FC       | 2009–10 | 25   | 3    | 4    | 1    | 0    | 0    | 7    | 0    | 1    | 33   | 3    | 5    |
| 아스널 FC       | 2010–11 | 21   | 0    | 2    | 8    | 1    | 2    | 5    | 0    | 1    | 34   | 1    | 5    |
| 아스널 FC       | 2011–12 | 28   | 1    | 6    | 2    | 0    | 0    | 8    | 1    | 0    | 38   | 2    | 6    |
| 아스널 FC       | 2012–13 | 10   | 2    | 2    | 3    | 0    | 0    | 3    | 1    | 0    | 16   | 3    | 2    |
| 아스널 FC       | 합계    | 128  | 15   | 19   | 20   | 3    | 3    | 34   | 4    | 2    | 182  | 22   | 24   |
| 통산            | 통산    | 294  | 42   | 47   | 20   | 3    | 3    | 59   | 9    | 2    | 374  | 54   | 52   |

(2012년 12월 3일 기준)

## 수상
스파르타 프라하
- 감브리누스리가 : 1998-99, 1999-2000, 2000-01

 도르트문트
- 2001-02 분데스리가 우승
- 2001-02 UEFA 컵 준우승

 아스널
- 잉글랜드 FA컵 : 2013-14

개인
- 체코 올해의 유망주 : 1999
- 체코 올해의 선수 : 2001, 2002, 2006
- 체코 골든볼 : 2002
- 2006년 FIFA 월드컵 맨 오브 더 매치 : 미국 vs 체코 조별리그

## 같이 보기
- A매치 100경기 이상 출전한 축구 선수 명단